# 新来島豊橋造船
株式会社新来島豊橋造船（しんくるしまとよはしぞうせん、英: Shin Kurushima Toyohashi Shipbuilding Co.,LTD.）は、愛知県豊橋市に本社を置く日本の造船会社である。一般社団法人日本造船工業会の会員。

## 概要
1903年に金指造船所として創業。1908年には静岡県静岡市に工場を移転し、1923年には国内初の鋼製遠洋漁船を製造。1963年には鋼製漁船建造量で日本一となった。
1974年には愛知県豊橋市に豊橋工場を開設するなど、事業を拡大したが1988年に会社更生法の適用を申請。
1999年に清水工場はカナサシ重工として分社化。カナサシ重工はカナサシの100％子会社として漁船・陸機などを手掛けていたが、2002年の会社手続終了後に資本関係を解消して独立した。
2003年に「株式会社豊橋造船」となり、2009年より現社号に変更された。豊橋造船時代は新来島どっくとアライアンス関係を結んでいたが、社名変更にあわせて同グループ入りしている。
主に自動車運搬船の製造に多くの実績を残す。

## 沿革
- 1903年 - 大阪にて金指造船所として創業。
- 1908年 - 静岡県静岡市に工場を移転。
- 1923年 - 国内初の鋼製遠洋漁船を建造[4]。
- 1936年 - 「株式会社金指造船所」設立[4]。
- 1963年 - 鋼製漁船建造量で日本一となる。
- 1974年 - 愛知県豊橋市に豊橋工場を開設。
- 1982年 - 来島どっくグループに参加。
- 1988年 - 会社更生法の適用を申請[4]。
- 1991年 - 「株式会社カナサシ」に商号変更。
- 1999年 - 清水工場を分社化し、株式会社カナサシ重工設立。
- 2002年 - 会社更生手続きを終了[3]。
- 2003年 - 「株式会社豊橋造船」に商号変更。
- 2006年 - 800Tクレーン１基増設。
- 2007年 - 組立工場大幅増設。
- 2008年 - 内業工場大幅増設。
- 2009年 - 「株式会社新来島豊橋造船」に商号変更。
- 2018年 - 1200Tクレーン1基増設。

## 建造実績
- さんふらわあ こがね
- さんふらわあ にしき